# Trochosa unmunsanensis
Trochosa unmunsanensis là một loài nhện trong họ Lycosidae.
Loài này thuộc chi Trochosa. Trochosa unmunsanensis được Kap Yong Paik miêu tả năm 1994.